# Masamichi Abe
Masamichi Abe (阿部 将道, Abe Masamichi) est un producteur de jeu vidéo et un planificateur japonais.

## Travaux

### Namco
- Knuckle Heads (en)
- Tekken
- Tekken 2
- Alpine Racer (en)
- Alpine Racer 2 (en)
- Alpine Surfer

### Nintendo
- 1080° Snowboarding
- Pikmin
- Pikmin 2
- Metroid Prime Hunters
- Mario vs. Donkey Kong : Le Retour des Mini !